# 196005 Róbertschiller
196005 Róbertschiller è un asteroide della fascia principale. Scoperto nel 2002, presenta un'orbita caratterizzata da un semiasse maggiore pari a 3,2022282 UA e da un'eccentricità di 0,1037807, inclinata di 5,94921° rispetto all'eclittica.